# 三澤千代治
三澤 千代治（みさわ ちよじ、1938年3月29日 - ）は、日本の実業家。MISAWA・international株式会社代表取締役社長。(現)株式会社MISAWA代表取締役会長。
実業活動と並行して積極的に執筆活動を行っており、著書も数多い。

## 略歴
1938年3月29日、新潟県中魚沼郡十日町（現在の十日町市）土市に生まれる。新潟県立十日町高等学校卒業後、進学に伴い上京し、日本大学理工学部建築学科において建築工学を学んだ。

### ミサワホーム
1967年、ミサワホームを創業した。ミサワホームは短期間で順調に業績を伸ばし、1971年に上場を果たす。上場企業の代表取締役としては、史上最年少であった。
耐久性やデザイン性に優れた商品開発を進めるなど、積極的な事業展開を行った。また、プレハブ住宅をいち早く取り入れるなど、先進的な取り組みを推し進めた。その結果、ミサワホームは日本最大の住宅メーカーとなった。
しかし、バブル景気に乗り、ゴルフ場、リゾート関係に手を広げ、バブル崩壊後の不況に伴い、ミサワホームの経営が悪化した。2003年12月に名誉会長を退任し、ミサワホームの経営から退いた。
バブル景気直前の1985年8月12日、三沢千代治の同級生で十日町高校時代からの親友であり、ミサワホームの大番頭的存在でもあった山本幸男専務を日本航空123便墜落事故での死により失ったことがミサワホームのバブル景気後の経営判断に大きく影響したと言われ、三沢千代治自身も同業者から「山本の死がミサワホームの経営破綻に影響した」と指摘されたことを語っている。

### ミサワファンド
2004年、ミサワホームホールディングスの経営悪化に伴い、トヨタ自動車による救済や産業再生機構の活用が俎上に上った。しかし、三沢は「住宅事業は、（引き渡しの前に）顧客からお金を預かるから信用が大事。再生機構を活用するとなれば、ミサワの信用が揺らぎ、受注ができずにつぶれてしまう。
トヨタからミサワが学ぶべきものはない」と主張し、独自の救済案を取りまとめた。
同年には、ファンド数社から出資を募り「ミサワファンド」を設立し、ミサワホームホールディングスの株式公開買い付け、UFJ銀行の債権1200億円分の購入、UFJ銀行とシティグループの保有する優先株1350億円分の購入を提唱した。しかし、この提案はミサワホームホールディングス側に否定され、三沢はさらなる提案を行ったものの、同年12月、産業再生機構によるミサワホームホールディングス救済が正式に決定された。

### MISAWA・international
2004年3月、ミサワホームグループとは別に、MISAWA・international株式会社を新たに設立し、代表取締役社長に就任した。住宅の耐久性を向上により長期にわたる居住性と高い資産価値を実現すると主張し、「HABITA200年住宅」の実現を提唱している。

### 株式会社MISAWA
2021年9月28日、株式会社MISAWA取締役会長に就任。人生100年時代に100年住み続けられる、安心、安全、健康、経済的な家の普及に尽力している。

## 著書
- 『ファミリーゼイション』ミサワホーム広報室　1981
- 『子育てに一家言あり ミサワ・チャイルド・ブックス1』ミサワホーム総合研究所　1984
- 『価値を逆転すれば現代(イマ)に勝てる』講談社  1985
- 『三澤千代治の情断大敵―この頭がビジネスを変える』ベストセラーズ　1987
- 『情断大敵』角川書店　1991
- 『本物志向』講談社　1992
- 『一家言―21世紀は面白くなる』プレジデント社　1997
- 『一家言』MRD　1997
- 『放夢―Make your dreams from HOME』プレジデント社　1998
- 『三澤千代治の土地神話・土地新話―日本経済再生への不動産評価』東洋経済新報社　1999
- 『2050年の住宅ビジョン』プレジデント社　2000
- 『SMART STYLE―住まいの賢い選択』創樹社　2002
- 『MAHO STYLE―豊かな空間』創樹社　2002
- 『二百年住宅を一緒に』バナナブックス　2007
- 『200年住宅誕生』プレジデント社　2008

## 関連人物
- 奥田碩
- 竹中平蔵
- 竹中宣雄
- 福田康夫
- 松田竹千代